# Danny Shittu
Daniel Olusola Shittu (Lagos, Nigeria, 2 de septiembre de 1980), futbolista nigeriano. Juega de defensa y actualmente está en el Millwall FC de la Football League Championship de Inglaterra. Es famoso por su corpulencia (mide 1'91 y pesa 102 kg).

## Selección nacional
Ha sido internacional con la Selección nacional de fútbol de Nigeria, Ha jugado 32 partidos internacionales.

### Participaciones en Copas del Mundo
| Mundial                        | Sede      | Resultado    |
| ------------------------------ | --------- | ------------ |
| Copa Mundial de Fútbol de 2010 | Sudáfrica | Primera fase |

### Participaciones Internacionales
| Mundial                        | Sede   | Resultado   |
| ------------------------------ | ------ | ----------- |
| Copa Africana de Naciones 2008 | Ghana  | 4° de final |
| Copa Africana de Naciones 2010 | Angola | Semifinal   |

## Clubes
| Club                   | País       | Año       |
| ---------------------- | ---------- | --------- |
| Charlton Athletic      | Inglaterra | 2000-2001 |
| Blackpool FC           | Inglaterra | 2001      |
| Queens Park Rangers    | Inglaterra | 2001-2006 |
| Watford FC             | Inglaterra | 2006-2008 |
| Bolton Wanderers       | Inglaterra | 2008-2010 |
| Millwall Football Club | Inglaterra | 2010-2011 |
| Queens Park Rangers    | Inglaterra | 2011-2012 |
| Millwall FC            | Inglaterra | 2012-     |

## Palmarés

### Campeonatos nacionales
| Título                       | Club                | País       | Año  |
| ---------------------------- | ------------------- | ---------- | ---- |
| Football League Championship | Queens Park Rangers | Inglaterra | 2011 |